# 절대주의

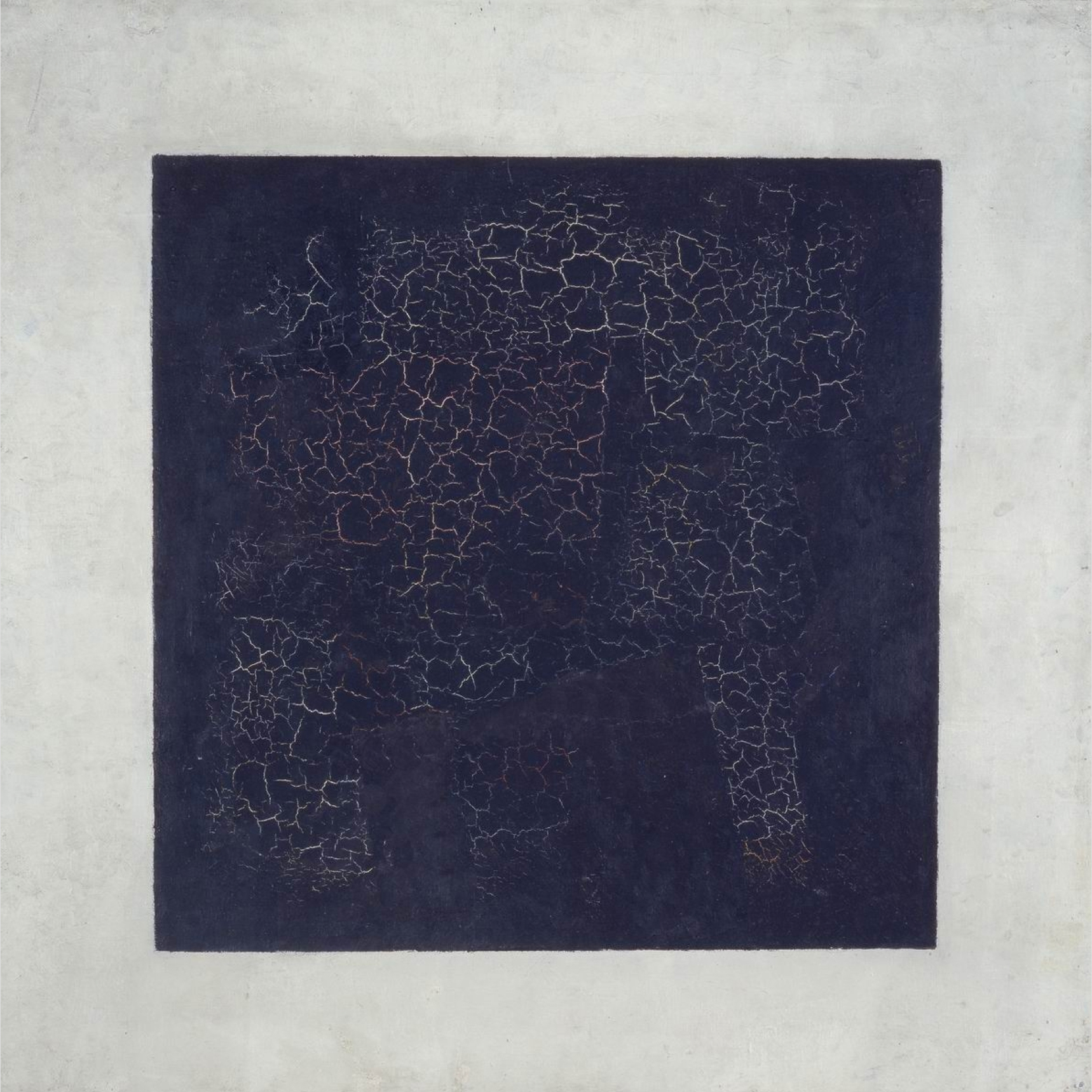
카지미르 말레비치, 《검은 사각형》, 1915, 린넨에 유화, 79.5 x 79.5 cm.

쉬프레마티슴(영어: Suprematism, 러시아어: Супрематизм) 또는 절대주의(絶對主義)는 1915년 말레비치가 주장하여 러시아 혁명 전후의 미술계를 구성주의와 함께 이분화하여 전개된 전위 미술 사조 및 그 운동을 말한다. 구성주의가 물질적 소재의 개발에 의해 외적인 현실로 향한 비회화적인 사조인 데 반하여 쉬프레마티슴은 2차원의 세계에서 인간의 내적인 현실에 대결한 사조라고 말할 수 있다.

## 역사
큐비즘의 영향을 받은 말레비치는 순수한 형태에 의한 화면 구성을 목적하였고, 그러기 위하여 모든 시각적인 대상을 버리고 이것을 조금도 상기시키지 않는 추상적 도형을 가장 간결하게 응축(凝縮)시킨 형태로써 화면에다 배치하였다. 이것은 검은 정방형을 기조(基調)로 하여 여기에 원·삼각형·십자형 등을 조합한 단순한 화면인데, 말레비치에 의하면 이 화면은 어떤 상징도 기하학도 도안도 아니며, 내면의 질서에 따라서 스스로 형성되고 구성된, '자연을 훨씬 초월한 순수한 감각'의 표현이었다. 이러한 감각 바로 그것의 표현을 그는 '절대'라고 선언한 것이다. 
이 쉬프레마티슴 선언에는 시인인 마야코프스키의 지지와 협력이 있었다고 하며, 화면에 보이는 것에는 어떠한 비유와 설화(說話)도 시사하는 일 없이 이른바 미지의 공간 체험의 한가운데에 우두커니 서 있는 말레비치의 작품에는 포에지 바로 그것의 시각화가 겨냥되고 있다고 볼 수 있다. 말레비치의 단순한 도형은 현상에서 추출된 상형문자가 아니고 감각의 순화에서 생겨나온 구체적인 조형언어이다. 그가 '절대주의란 비구상적 제작에 의한 새로운 리얼리즘이다'라고 하는 그 진의도 이 점에 있다.
추상미술이 현상의 추출 작업의 결과를 나타내는 것은 아니라고 하는 쉬프레마티슴의 사상은 대단히 중요한 미술의 가치 전환을 시사하는 것이며 그 영향력은 크다. 러시아 본국에서는 소비에트의 정책 변경과 함께 소멸한 운동이지만 그 이념은 널리 유럽에 있어서의 추상미술의 저류가 되었다. 특히 신조형주의와 바우하우스에 끼친 영향은 무시할 수가 없다. 더욱 말레비치의 감화를 직접 받은 엘 리시츠키는 혁명 후에 쉬프레마티슴의 원칙에 입각하여 그래픽 디자인의 분야에 새로운 면을 개척하여 큰 공헌을 남겼다.

## 같이 보기
- 미술
- 서양 미술사
- 러시아 아방가르드

## 참고 문헌
- 이 문서에는 다음커뮤니케이션(현 카카오)에서 GFDL 또는 CC-SA 라이선스로 배포한 글로벌 세계대백과사전의 내용을 기초로 작성된 글이 포함되어 있습니다.